# Ingrid Körner (Pädagogin)
Ingrid Körner (* 1946 in Hamburg) ist seit 2011 Senatskoordinatorin für die Gleichstellung behinderter Menschen in Hamburg.

## Leben
Von 1970 bis 1981 war sie Studienrätin an Grund-, Haupt- und Realschulen in Hamburg. Aufgrund ihrer persönlichen Erfahrung als Mutter einer Tochter mit Down-Syndrom engagiert sie sich seit den 1980er Jahren für Menschen mit Behinderungen. Seit 1984 war sie im Vorstand des Landesverbands Hamburg der Lebenshilfe für Menschen mit geistiger Behinderung  e. V. 25 Jahre engagierte sie sich für den Bundesvereinigung Lebenshilfe, davon 20 Jahre im Vorstand und 12 Jahre als stellvertretende Bundesvorsitzende.
1992 hat Ingrid Körner die Hamburger Arbeitsassistenz, (→Arbeitsassistenz) einen Fachdienst zur beruflichen Integration von Menschen mit Behinderung, mitbegründet und war dort Vorsitzende des Aufsichtsrats. Von 1995 bis 2006 war sie Aufsichtsrätin des Hamburger Berufsförderungswerks und von 1994 bis 2004 im Beirat der Hamburger Volkshochschule. 
2001 war Körner Vorsitzende des Sprecherrates der Deutschen Behindertenhilfe, von 2006 bis 2010 Präsidentin von Inclusion Europe, dem europäischen Dachverband von Menschen mit Behinderung, und seit 2009 ist sie auch Mitglied des geschäftsführenden Vorstands des Europäischen Behindertenforums (European Disability Forum – EDF). 
Am 6. Juli 2011 wurde sie vom Senat der Freien und Hansestadt Hamburg zur Senatskoordinatorin für die Gleichstellung behinderter Menschen in Hamburg bestellt. Die Funktion dieser Aufgabe ist es, aus einer unabhängigen Position heraus als Mittlerin zwischen Bürger und Verwaltung tätig zu sein. Dabei steht sie als Ansprechpartnerin für behinderte Menschen und deren Verbände zur Verfügung und soll deren Anliegen nachgehen. Sie hat das Recht, sich in die Beratung von Einzelfällen von grundsätzlicher Bedeutung und großer Dringlichkeit direkt einzuschalten.
Am 22. September 2012 wurde ihr die Ehrenmitgliedschaft der Bundesvereinigung Lebenshilfe verliehen.
Sie ist verheiratet mit Hellmut Körner und Mutter von vier Kindern. 